# بيتر فيليب
بيتر فيليب (بالألمانية: Peter Philipp)‏ هو كاتب وشاعر ألماني، ولد في 16 يوليو 1971 في دوسلدورف في ألمانيا، وتوفي بنفس المكان في 6 فبراير 2014.

## وصلات خارجية
- الموقع الرسمي
- بيتر فيليب على موقع ميوزك برينز (الإنجليزية)